# Purpendicular
Purpendicular — пятнадцатый студийный альбом британской рок-группы Deep Purple, вышедший в 1996 году.

## Об альбоме
Диск был записан в студии Greg Rike Productions в Орландо с февраля по октябрь 1995 года (смикширован в орландской Parc Studios), с участием звукоинженеров Даррена Шнейдера (Darren Schneider) и Кита Эндрюза (Keith Andrews).
Это первый альбом с участием Стива Морса. Диск имеет более экспериментальное звучание, нежели предыдущие альбомы, записанные с участием Блэкмора. Название пластинки предложено Иэном Гилланом.
Purpendicular вышел 17 февраля 1996 года в Европе (в России он появился в продаже за одну неделю до официальной даты выхода), и, чуть позже, в Японии и США, причём в этих двух странах диск включал в себя дополнительный бонус-трек «Don’t Hold You Breath», перед которым идёт 10 секунд тишины.
В 2011 году фирма Music On Vinyl издала альбом на двойной виниловой пластинке. Релиз включает в себя бонус-трек «Don’t Hold Your Breath».

## Список композиций
Авторы всех песен Иэн Гиллан, Стив Морс, Роджер Гловер, Джон Лорд, Иэн Пейс.
1. «Vavoom: Ted the Mechanic» — 4:16
2. «Loosen My Strings» — 5:57
3. «Soon Forgotten» — 4:47
4. «Sometimes I Feel Like Screaming» — 7:29
5. «Cascades: I’m Not Your Lover» — 4:43
6. «The Aviator» — 5:20
7. «Rosa’s Cantina» — 5:10
8. «A Castle Full of Rascals» — 5:11
9. «A Touch Away» — 4:36
10. «Hey Cisco» — 5:53
11. «Somebody Stole My Guitar» — 4:09
12. «The Purpendicular Waltz» — 4:45

Бонус-трек (в японском и американском изданиях)
1. «Don’t Hold Your Breath» — 4:39

## Участники записи
- Иэн Гиллан — вокал, гармоника
- Стив Морс — гитара
- Роджер Гловер — бас-гитара
- Джон Лорд — орган, синтезатор
- Иэн Пейс — ударные